# Belbimbre

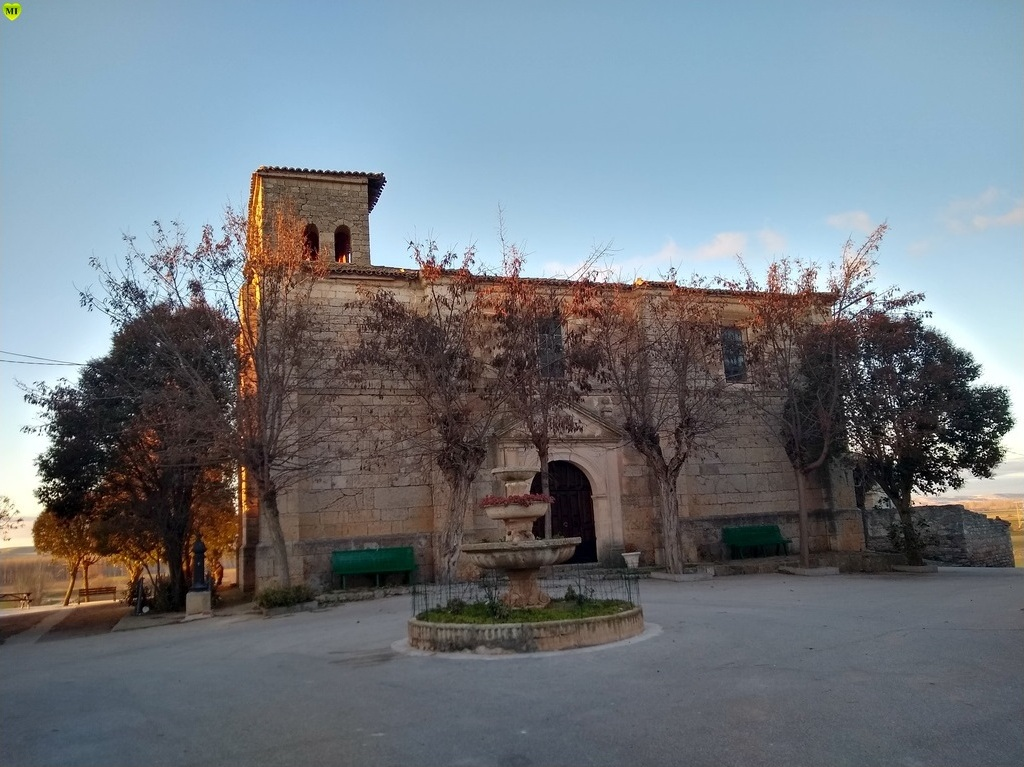
Iglesia parroquial

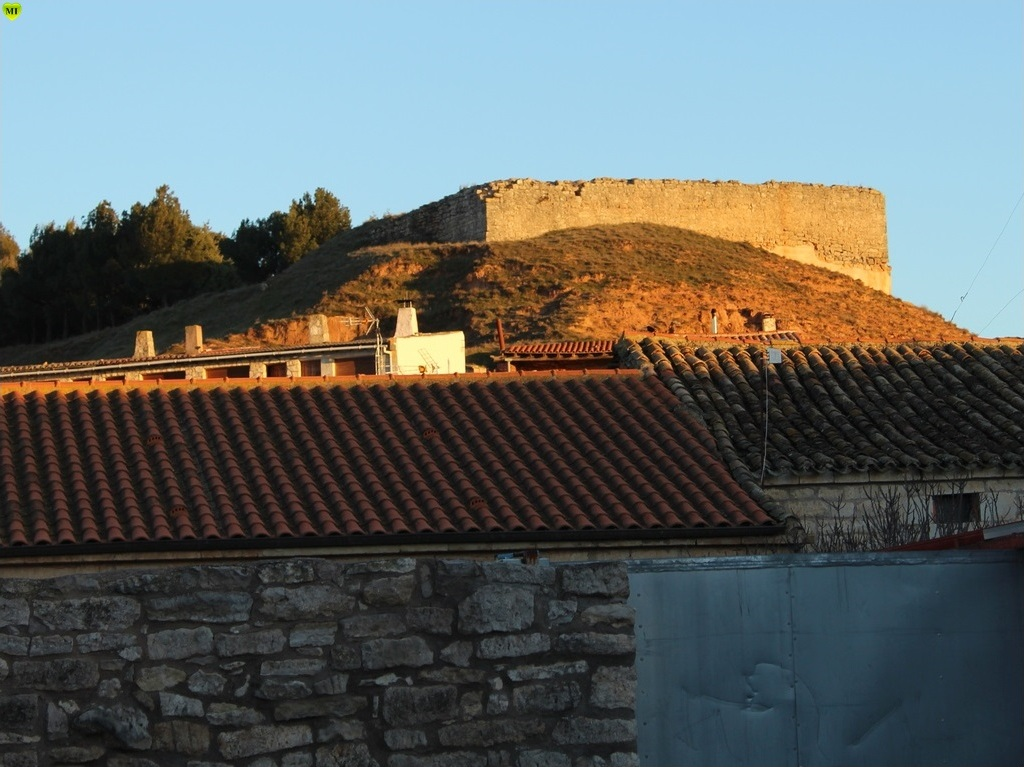
Restos del castillo

Belbimbre es un municipio situado en la provincia de Burgos, comunidad autónoma de Castilla y León (España), comarca de Odra-Pisuerga.

## Datos generales
Localidad situada en la comarca de Odra-Pisuerga (a 40 km de Burgos), abarca una extensión de 10,23 km² y tiene una población de 64 habitantes.
Tiene 3 monumentos importantes: Ruina del Castillo y la Iglesia, con pila bautismal del siglo XII, así como la caseta del año 1990.
El pueblo celebra las fiestas de la Natividad de Nuestra Señora, el 8 de septiembre, y de San Isidro el 15 de mayo.

## Historia
Belbimbre es un pueblo con peso histórico en la antigüedad gracias a su situación geoestratégica en la confluencia de los ríos Cogollos y Arlanzón.  Llegó a tener un monasterio, el de San Millán de Belbimbre, y un castillo del que se conservan algunas ruinas.
Villa, denominada entonces Belmimbre, formaba parte en la categoría de pueblos solos, del Partido de Castrojeriz, uno de los catorce que formaban la Intendencia de Burgos durante el periodo comprendido entre 1785 y 1833, en el Censo de Floridablanca de 1787 disfrutando de jurisdicción de señorío con alcalde ordinario.
Desde mediados del siglo XX pierde población progresivamente.

## Demografía
Belbimbre cuenta con una población de 55 habitantes (INE 2024).
| Gráfica de evolución demográfica de Belbimbre entre 1842 y 2021                                                       |
| |
| Población de derecho según los censos de población del INE. Población de hecho según los censos de población del INE. |